# Arteria torácica lateral
La arteria torácica lateral, torácica inferior o mamaria externa nace como rama colateral en la cara medial de la arteria axilar, posteriormente al músculo pectoral menor. Desciende inferior, medial y anterior.

## Ramas
Emite las siguientes ramas:
- Ramos para los ganglios de la axila, músculos subescapular, serrato mayor o anterior, músculos pectorales y músculos intercostales.
- Ramos para la glándula mamaria y la piel del tórax.

Se anastomosa con las arterias torácica superior e intercostales posteriores.

## Distribución
Se distribuye hacia los músculos pectorales y la glándula mamaria.